# Thành phố Oregon, Oregon
Oregon City là thành phố đầu tiên của Hoa Kỳ được tổ chức có chính quyền thành phố ở phía tây dãy Rocky Mountains. Nó là quận lỵ của Quận Clackamas, tiểu bang Oregon. Theo Cục điều tra dân số Hoa Kỳ năm 2000, thành phố có tổng dân số là 25.754; ước tính năm 2006 là 29.540.
Khẩu hiệu của thành phố là Urbs civitatis nostrae prima et mater (Thị trấn mẹ và là thị trấn đầu tiên của tiểu bang chúng ta), như được nhìn thấy trên con dấu thành phố.

## Lịch sử
Được biết đến trong những thập niên vừa qua là nơi có nhiều nhà máy sản xuất giấy trên sông Willamette, thành phố đóng vai trò nổi bật trong lịch sử khởi thủy của xứ Oregon (Oregon Country). Nó được Tiến sĩ John McLoughlin thành lập năm 1829 gần hợp lưu của sông Clackamas và sông Willamette để lợi dụng sức nước của thác Willamette chạy các nhà máy gỗ. Trong thập niên 1840 và thập niên 1850, nó là nơi tìm đến và là chặng dừng chân cuối cùng trên đường mòn cho những người muốn lập hồ sơ tuyên bố chủ quyền đất sau khi du hành trên đường mòn Oregon. Đây là thủ đô xưa kia của lãnh thổ Oregon từ khi nó mới được thành lập năm 1848 cho tới năm 1851 và là đối thủ của Portland trong tư cách siêu hạng của vùng. Trung tâm thành phố vẫn mang những đặc điểm lịch sử thông qua việc bảo tồn các ngôi nhà và các tòa nhà từ thời thành lập thành phố.

## Địa lý

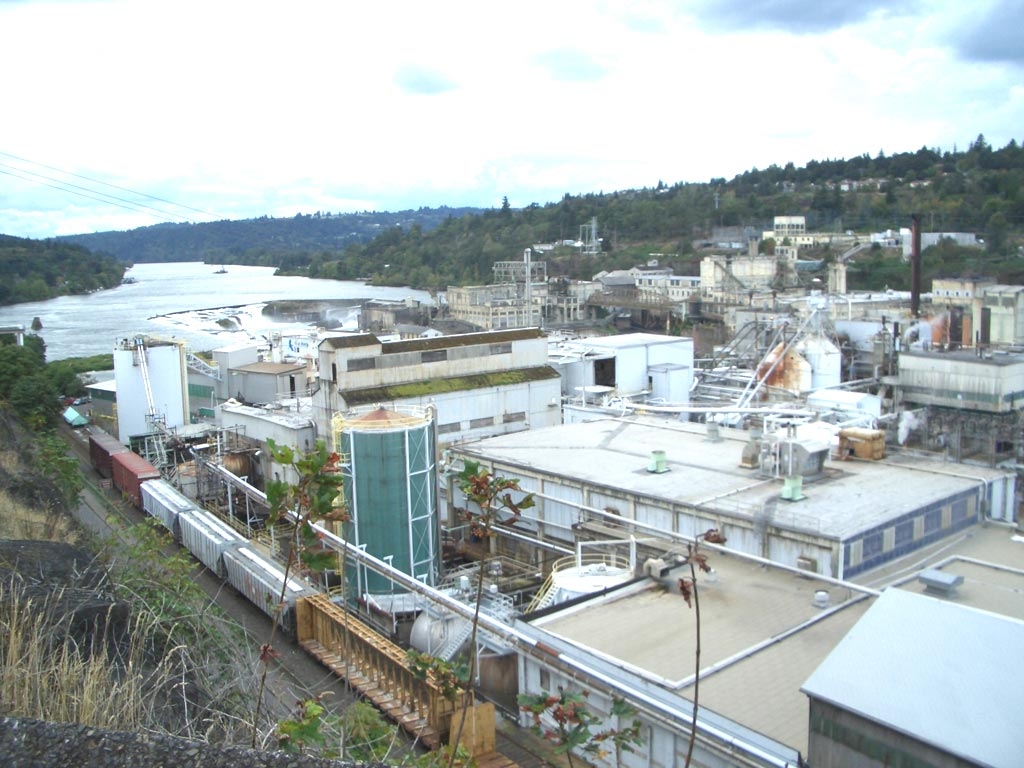
Thác Willamette và một nhà máy giấy trên sông Willamette ở Oregon City tiểu bang Oregon

Theo Cục Điều tra Dân số Hoa Kỳ, thành phố có tổng diện tích là 21,6 km² (8,4 mi²). 21,1 km² (8,1 mi²) là đất và 0,5 km² (0,2 mi²) hay 2,52% là nước.

### Đường sông
Đường sông của Oregon City gồm có sông Willamette chảy dọc phía tây bắc của thành phố, và sông Clackamas nhập vào sông Willamette lớn hơn ở phía bắc thành phố. Các nhánh sông đáng kể là Lạch Abernathy (đôi khi viết là Abernethy), Lạch Singer, và Lạch Newell.

### Thác Willamette
Cổng khóa trên sông Willamette tại West Linn là cổng khóa lưu thông tàu thuyền nhiều tầng đầu tiên tại Hoa Kỳ và hiện nay là Di tích Lịch sử Quốc gia, mặc dù nó vẫn còn đang sử dụng. Dịch vụ điện truyền xa đầu tiên tại Hoa Kỳ cũng đã được lắp đặt tại Oregon City.

### Địa hình
Thành phố được chia thành vùng thượng và vùng hạ; vùng hạ nằm trên một vùng đất phẳng gần sông Willamette, và vùng thượng nằm trên một dốc đứng bao gồm cao nguyên Columbia. Rất nhiều năm, các đường mòn của người bản thổ châu Mỹ nối liền hai vùng, nhưng các bậc thang được xây trong thế kỷ 19. Năm 1915, thành phố xây dựng Thang máy Vùng tự quản Oregon City chạy bằng sức nước (Oregon City Municipal Elevator) để nối hai vùng của thành phố. Sau này thang máy được đổi sang chạy điện vào thập niên 1920. Năm 1952, một thang máy chạy điện mới được xây dựng với đặc điểm là nó phải "thô nhất có thể và không được trang trí màu mè."

## Những cư dân nổi tiếng
- George Abernethy, Thống đốc đầu tiên của Lãnh thổ Oregon
- Meredith Brooks, ca nhạc sĩ
- Kenneth Scott Latourette, sử gia
- John McLoughlin, "Cha già của Oregon"
- Jeffrey St. Clair, nhà báo và văn sĩ

## Thành phố kết nghĩa
Oregon City có một thành phố kết nghĩa, theo Sister Cities International:
- Tateshina, Nagano, Nhật Bản